# Пол Скотт
Пол Марк Скотт (англ. Paul Mark Scott; 25 березня 1920 р – 1 березня 1978) — англійський письменник, відомий своєю тетралогією «Квартет Радж» . В останні роки свого життя його роман «Залишаючись» (Staying On) отримав Букерівську премію (1977). Його тетралогія була екранізована студією Granada Television у 1980-х роках і принесла Скотту визнання публіки та критиків, якого він не отримував за все життя.
Народився в передмісті Лондона. Під час Другої світової війни Скотт був відправлений в Індію, Бірму та Малайю. Після повернення до Лондона працював літературним агентом, а 1960 року вирішив присвятити себе виключно літературній праці. У 1964 році він повернувся до Індії для збору матеріалів, хоча вже тоді потерпав від поганого здоров'я і алкоголізму. На основі зібраного матеріалу він створив романи, які згодом стали «Квартетом Раджа» . В останні роки свого життя він прийняв посаду запрошеного професора в Університеті Талси, де зберігається значна частина його приватного архіву.

## Ранні роки
Пол Скотт народився на Фокс Лейн, 130 в районі Палмерс Грін/Саутгейт, у Північному Лондоні, як молодший із двох синів. Його батько, Томас (1870—1958), походив з Йоркшира і переїхав з Гедінглі до Лондона в 1920-х роках разом із членами родини. Він був комерційним художником, який спеціалізувався на малюванні календарів і листівок. Мати Скотта, Френсіс, уроджена Марк (1886—1969), була дочкою робітника з південного Лондона. У подальшому житті Скотт відзначав у собі напругу між тяжінням до творчих амбіцій своєї матері та реальним світом і приземленим підходом до життя свого батька.
Скотт здобув освіту в приватній школі Вінчмор Гілл, але був змушений піти звідти, не отримавши жодної кваліфікації, оскільки бізнес його батька зіткнувся з фінансовими труднощами. Цей розрив у навчанні позначився на всьому його подальшому житті, виявившись у внутрішній боротьбі між практичними потребами та прагненням до творчості. Скотт працював бухгалтером у компанії C. T. Пейн, відвідував вечірні курси бухгалтерського обліку, а у вільний час писав вірші. Пізніше він зазначав, що жорсткі соціальні ієрархії та норми його дитинства в передмісті в чомусь перегукувалися з соціальою структурою британського індійського суспільства.

## Військова служба
На початку 1940 року Скотт був призваний до британської армії рядовим солдатом у відділ британської розвідки. Він навчався як рядовий у Торкі у 8-му батальйоні «Баффи». У цей час двоє його тіток загинули під час авіанальоту.
У 1943 році, у віці 22 років, Скотт був призначений офіцером в Індію; того ж року він вирушив з Ліверпуля до Індії на кораблі «Атлонський замок». Скоро він захворів на амебну дизентерію, діагностовану лише в 1964 році Можливо, хвороба певною мірою вплинула на його характер і творчість. Він приєднався до Корпусу підтримки індійської армії і познайомився з життям у гірських місцевостях, таких як Абботтабад і Муррі. З індійськими товаришами він зав'язав багато близьких стосунків, і з цього часу в його творах з'являються літературні портрети його друзів.
Пізніше він займався організацією матеріально-технічної підтримку відвоювання Бірми Чотирнадцятою армією. Після падіння Рангуна в 1945 році він провів деякий час у Калькутті та Кашмірі, пізніше був направлений до Малайї, де британська армія мала розромити японський окупаційний контингент; проте японці уже здалися до того часу, як прибув Скотт, японці вже здалися. Перебуваючи далеко від Індії, він дуже сумував за цією країною і прагнув повернутися. Наприкінці року він знову приєднався до своєї служби в Біхарі й відплив до Англії, провівши три роки в Індії, які були часом великої напруги та конфлікту для країни. Під час служби продовжував писати вірші.

## Кар'єра
У 1941 році, перед відправленням на військову службу, Скотт опублікував збірку з трьох релігійних віршів під назвою "Я, Геронтій " у серії памфлетів Resuram. Він писав для Country Life і The Times . Його твори були включені до Poetry Quarterly та поетичної антології Poems of this War (1942). У 1948 році він опублікував «Соляні стовпи» у збірці «Чотири єврейські п'єси».
Після демобілізації в 1946 році Скотт працював у двох невеликих видавництвах Falcon Press і Grey Walls Press, очолюваних депутатом від консерваторів Пітером Бейкером .
У 1950 році Скотт приєднався до Pearn, Pollinger &amp; Higham як літературний агент (згодом його агенція розділилася на Pollinger Limited і David Higham Associates), врешті він став директором однієї з агенцій. У своїй роботі його описували як турботливого та відданого: «принц серед агентів». Як літературний агент, він писав про Артура К. Кларка, Морріса Веста, М. М. Кей, Елізабет Девід, Мервіна Піка та Мюріел Спарк . Один з біографів зазначає, що як агент, Скотт «захищав нервові таланти, підтримував слабкі, обрізав фальшивий ріст, виявляв і плекав справжні досягнення в найдикіших і найнедисциплінованіших шибеників».
Перший роман Скотта «Джонні Сахіб», який отримав 17 відмов від видавців, зрештою вийшов друком у 1952 році, отримавши літературну премію Eyre & Spottiswoode. Він продовжував працювати літературним агентом, щоб прогодувати сім'ю, але встигав регулярно публікуватися. "Чуже небо " (американська назва " Шість днів у Марапорі ") з'явилася в 1953 році, за нею послідували "Дитина чоловічої статі " (1956), «Знак воїна» (1958) і «Китайський павільйон кохання» (1960). Він також написав радіоп'єси для Бі-Бі-Сі: «Лінії зв'язку» (1952), «Сахіби та пані» (1958) і «Знак воїна» (1960).
У 1960 році Скотт пішов зі своєї постійної роботи агента, оскільки вирішив стати автором на повний робочий день. За фінансування своїх видавців з Heinemann, Скотт полетів до Індії в 1964 році, в останній спробі реалізувати кар'єру успішного автора-романіста. Там він знайшов матеріал для своїх наступних п'яти романів, дія яких відбувається в Індії під час і одразу після Другої світової війни, у період, що призвів до незалежності та поділу. Для нього британський Радж був розширеною метафорою. Він писав: «Я не думаю, що письменник вибирає свої метафори. Вони вибирають його» .
Під час перебування в Бомбеї його приймала Дороті Ганапаті, з якою він був близький до кінця свого життя. Він провів час у сільській місцевості Андхра-Прадеш із своїми військовими товаришами. Його давня шлункова хвороба загострилася під час візиту до Індії, і після повернення йому довелося пройти болісне лікування, але після нього він почувався краще, ніж за багато років, і знову почав писати.
У червні 1964 року, у віці 43 років, Скотт взявся за написання роману «Коштовний камінь у короні», це був перший роман з циклу, який мав стати «Квартетом Раджа» (1966). Решта романів цієї серії були опубліковані протягом наступних дев'яти років: «День скорпіона» (1968), «Вежі тиші» (1971) і «Поділ здобичі» (1975). Скотт писав у відносній ізоляції та ще двічі відвідав Індію під час створення The Raj Quartet, у 1968 і 1972 роках, останній раз за підтримки Британської Ради. Він працював у кімнаті на верхньому поверсі свого будинку в Гемпстеді, звідки відкривався вид на сад і ліс передмістя Гемпстед-Гарден. Окрім гонорарів за свої книжки Скотт заробляв рецензіями для The Times, The Times Literary Supplement, New Statesman і Country Life .
Дочка Скотта згадувала: «Це було так, ніби він замкнув себе в єдиній кімнаті, де не було нічого, крім друкарської машинки і чистого аркуша… Це було становлення його як письменника, але розкладання його як людини»
У 1976 і 1977 роках, останні два роки його життя, Скотт був запрошеним професором в Університет Талси в Оклахомі. Ця пропозиція була великим полегшенням після нескінченних фінансових турбот під час письменницької кар'єри. Техаський університет підтримав автора, запропонувавши купити його рукописи. Його кода до The Raj Quartet Staying On була опублікована в 1977 році, якраз перед його другим візитом до Талси. Staying On отримав премію Yorkshire Post Fiction Award і Букерівську премію в 1977 році. Проте Скотт почувався надто хворим, щоб бути присутнім на церемонії Букера в листопаді 1977 року.

## Особисте життя
У Торкі в 1941 році Скотт познайомився і взяв шлюб зі своєю майбутньою дружиною Пенні (уродженою Ненсі Едіт Ейвері в 1914 році). На той час вона працювала медсестрою в дитячій лікарні Роузгілл. Пізніше вона сама стала письменницею. У них народилося дві доньки Керол (1947 р.н.) і Саллі (1948 р.н.).
Наприкінці свого життя Скотт заявив своєму лікарю, що він «мало їсть, менше спить і випиває чверть літра горілки на день». Письменник Пітер Грін писав про свою зустріч зі Скоттом: "У 1975 році, хоча йому було лише за п'ятдесят, він був помираючою людиною і знав це. Він був «алкоголіком». Дружина Скотта Пенні підтримувала його під час написання «Квартету Раджа», незважаючи на його пияцтво та насильницьку поведінку, але коли все було завершено, вона покинула його та подала на розлучення.
У 1977 році, коли він був у Талсі, у Скотта діагностували рак товстої кишки. Він помер у лікарні Middlesex у Лондоні 1 березня 1978 року